# Йорктаунская кампания
Йоркта́унская кампа́ния (англ. Yorktown campaign) — серия манёвров и сражений американской Войны за независимость, которая привела к окружению британской армии в Йорктауне в октябре 1781 года. Генерал Корнуоллис капитулировал вместе со всей армией, что привело к началу переговоров и в итоге завершило войну. Британские командиры в ходе кампании проявили нерешительность и отсутствие взаимопонимания, в то время как командование американской и французской армий сумело наладить гармоничные отношения.
В кампании участвовали морские и сухопутные силы Англии и Франции, а также сухопутные силы США. В мае 1781 года британская армия под командованием Чарльза Корнуоллиса была усилена и вторглась с юга в Вирджинию, где первоначально встретила только слабое сопротивление вирджинского ополчения. Вашингтон отправил на помощь Вирджинии войска маркиза Лафайета и Энтони Уэйна, чего было недостаточно для эффективного сопротивления, но генерал Корнуоллис, следуя приказу генерала Клинтона, отступил на Вирджинский полуостров и занял там оборонительную позицию.
Британский флот оказался слабее объединённого французского и испанского флотов, и после ряда ошибок со стороны британских адмиралов французский флот адмирала де Грасса блокировал Чесапикский залив, отрезав армию Корнуоллиса от снабжения. Британцы попытались прорвать блокаду, но их флот был разбит в сражении в Чесапикском заливе 5 сентября 1781 года. Американская и французская армия в это время отправились от Нью-Йорка на юг и в середине сентября подступили к Йорктауну. 28 сентября началась осада города. Когда осаждающие захватили два внешних редута, положение британцев стало безнадёжным, поэтому 17 октября генерал Корнуоллис пошёл на переговоры, а 19 октября его армия капитулировала. Это событие привело к падению правительства лорда Норта, а новое правительство лорда Рокингема пошло на переговоры с американцами. Эти переговоры в итоге привели к заключению Парижского мира в 1783 году.

## Предыстория
В первый годы войны британское командование предприняло попытку подчинить северные штаты, но к 1778 году стало понятно, что эта попытка не удалась. Тогда было принято решение свернуть операции на севере и переключиться на южные штаты, более слабые и менее населённые. Автором этой новой стратегии был, вероятно, министр по делам колоний, лорд Джермейн. Было решено подчинить сначала Флориду и Джорджию, затем Северную и Южную Каролины, затем Вирджинию и Мэриленд. 29 декабря 1778 года пала Саванна, затем британская армия вступила в Южную Каролину и захватила Огасту. Весной британская армия осадила Чарльстон и 12 мая гарнизон города капитулировал. После взятия Чарлстона генерал Клинтон покинул Юг и вернулся в Нью-Йорк, передав командование армиями на юге генералу Чарльзу Корнуоллису. 16 августа 1780 года Корнуоллис разбил американскую армию Горацио Гейтса в сражении при Кэмдене. Он решил наступать далее в Северную Каролину и основать базу в Хиллсборо, но 7 октября отряд лоялистов был разбит при Кингс-Маунтин, и это заставило Корнуоллиса вернуться в Южную Каролину.
В январе 1781 Корнуоллис был усилен армией генерала Лесли и начал второе наступление в Северную Каролину. В те же дни Моргану удалось разбить отряд Банастра Терлтона в сражении при Коупенсе. Несмотря на это, Корнуоллис приказал бросить весь багаж и налегке преследовать американскую армию. Американский генерал Грин отступал, но его армия получила подкрепления и в марте он повернул навстречу Корнуоллису. 15 марта произошло сражение при Гилфорд-Кортхауз. Корнуоллис победил, но после сражения был вынужден отступить в Хиллсборо, а 7 апреля отступил в Уилмингтон. Здесь он оказался перед выбором: он мог усилить свою армию и вернуться в Хиллсборо, или же отступить назад в Чарлстон. Но вместо этого он решил оставить Каролины и пойти в Вирджинию, где основать базу у Чесапикского залива. Это было серьёзное изменение всей стратегии, которое было предпринято без согласования с командованием в Нью-Йорке. Впоследствии, уже после войны, Корнуоллис утверждал, что Каролины невозможно было завоевать, пока противник владел Вирджинией, а в случае подчинения Вирджинии остальные южные штаты пали бы очень быстро. Исходя из этих соображений 25 апреля Корнуоллис выступил из Уилмингтона и направился к Питерсбергу, на соединение с отрядом генерала Уильяма Филлипса.
В письме Филлипсу от 10 апреля Корнуоллис писал, что устал бродить по этой стране в поисках приключений, что граф Роудон наверняка сможет удержать британские форты в Южной Каролине, а основная армия Корнуоллиса, примерно 1400 человек, может быть использована более эффективно: она может соединиться с армией Филлипса в Вирджинии и там нанести противнику решительное поражение.
Генри Клинтон никогда не одобрял этого решения, считая, что оно противоречит духу его приказов. Корнуоллису было велено в первую очередь удерживать Южную Каролину, и отступить туда в случае неудач в Северной Каролине. 13 лет спустя Клинтон утверждал, что именно таковы были приказы, и именно это обещал сделать Корнуоллис.
Американская армия в 1781 году переживала глубокий кризис: генерал Грин вёл в южных штатах войну, не добиваясь успехов, а остальные армии были в настолько тяжёлом положении, что победа в войне казалась почти невозможной. Армия Вашингтона два года стояла на Гудзоне, не имея возможности предпринять какие-либо операции. В декабре 1780 у главнокомандующего не оказалось денег даже для оплаты курьера. Американская валюта стремительно обесценивалась. В апреле 1781 года кавалерийский конь стоит $150 золотом и $150000 бумажными деньгами. Общество начало приходить к мнению, что война проиграна.

### Французы в Ньюпорте
В 1780 году британскому командованию стало известно, что французский флот намеревается прибыть к американским берегам и высадить десант в Ньюпорте. Генерал Клинтон решил занять войсками Ньюпорт до появления французов, но адмирал Арбатнот не поверил в сообщения разведки и не желал действовать до получения подкреплений. Тогда Клинтон решил атаковать французов во время десантирования, но Арбатнот отговорил его от этого. В итоге 11 июля 1780 года французский флот прибыл в Ньюпорт и высадил 5300 человек и 450 офицеров под командованием генерала Жана-Батиста Рошамбо. Клинтон был готов атаковать эту армию, но Арбатнот снова заявил, что это слишком опасно. Таким образом, Клинтон утратил инициативу и упустил редкую возможность нанести серьёзный урон армии противника. В середине сентября к Клинтону прибыл адмирал Родни с 10-ю линейными кораблями, что дало англичанам серьёзное преимущество. Родни предложил атаковать Ньюпорт с суши и с моря, но на этот раз Клинтон проявил нерешительность. По какой-то причине он решил, что не сможет разбить французов даже при подавляющем превосходстве на море. В результате французские войска остались в Ньюпорте, на небольшом расстоянии от Нью-Йорка, где стали создавать постоянную угрозу англичанам. Одно их присутствие срывало все наступательные планы генерала Клинтона. 7 французских кораблей в гавани Ньюпорта вынуждали англичан задействовать свой флот для их блокады.
Французские войска прибыли, но Вашингтон так и не получил от Конгресса конкретного плана совместных действий. Он запрашивал у Конгресса инструкций относительно того, что можно и что нельзя предпринимать, предупреждая, что промедление может иметь разрушительные последствия. 25 августа Вашингтон получил письмо от Рошамбо: тот писал, что второй французский флот с армией на борту блокирован англичанами в Бресте и едва ли сможет прибыть раньше октября. Это означало, что новую кампанию невозможно будет начать до следующего, 1781, года.

### Вирджиния весной 1781 года
После 1 февраля 1776 года, когда был сожжён Норфолк, на территории Вирджинии не велось боевых действий. Между тем Вирджиния производила большое количество табака, что поддерживало кредитоспособность американского правительства, а также производила соль, которой снабжала армию. Британии было бы выгодно оккупировать этот штат, но у генерала Клинтона в Нью-Йорке не было для этого достаточно сил. В 1779 году он попытался хотя бы подорвать вирджинскую экономику и организовал для этого так называемый Чесапикский рейд. 5 мая флот вице-адмирала Джорджа Кольера (22 транспорта) вышел из гавани Сэнди-Хук и 10 мая высадил в Портсмуте 1800 человек под командованием генерал-майора Мэтьюза. Это был 42 пехотный полк, гвардейские гренадеры и лёгкие пехотинцы, гессенский полк и ирландские добровольцы. Они захватили Портсмут, Саффолк, Госпортскую верфь и ещё несколько городков и плантаций, разрушили почти всё, причинив ущерба на 2 миллиона фунтов стерлингов, после чего отплыли обратно.
В конце 1780 года генерал Клинтон отправил в Вирджинию ещё одну экспедицию, которую возглавил Бенедикт Арнольд, недавно получивший звание бригадного генерала. Клинтон не доверял Арнольду, поэтому отправил вместе с ним полковников Дандаса и Симко в роли консультантов. Отряд Арнольда состоял из 18-го пехотного полка, Рейнджеров Симко, нью-йоркских лоялистов Альтхауза и пенсильванских лоялистов Томаса, всего 1600 человек. 20 сентября отряд отплыл на кораблях из Сэнди-Хук, но сильный шторм рассеял флотилию 26 и 27 декабря, из-за чего потерялся один боевой корабль и три транспорта, но остальные добрались до Хэмптон-Роудс 30 декабря. Здесь Арнольд перевёл весь свой отряд (теперь 1200 человек) на более мелкие суда и отправил вверх по реке Джеймс, захватив по пути береговую батарею у Худс-Пойнт (4 января). Оттуда флотилия поднялась выше по реке и высадила отряд в Уэстовере, в 25 милях от Ричмонда. Губернатор Вирджинии, Джефферсон, уже получил от Вашингтона несколько предупреждений о возможном набеге, но не успел собрать ополчение, поэтому на тот момент в его распоряжении оказалось только 200 континенталов, наспех набранных генералом Штойбеном. При приближении Анольда Джефферсон бежал из Ричмонда.
5 января 1781 года Арнольд без сопротивления вошёл в Ричмонд. Он отправил отряд в Уэстэм, где британцы разрушили железоплавильную фабрику. Арнольд разорил Ричмонд, сжёг все правительственные здания со всеми архивами, конфисковал всё военное имущество и 6 января отступил в Портсмут, где основал укреплённый лагерь.
Джордж Вашингтон решил, что изолированное положение Арнольда даёт шанс разбить его, и сформировал три полка из лёгкопехотных рот. Полками командовали полковники Джон Воз, Де Жима и Фрэнсис Барбер. Общее командование принял маркиз Лафайет, которому было приказано идти с этим отрядом на юг. Одновременно он запросил помощи у французского флота в Нью-Порте. Французские корабли были заблокированы британскими, но 22 января сильный шторм рассеял британский флот, и это дало возможность адмиралу Детушу отправить несколько кораблей на юг, для нападения на флотилию Арнольда. Но Арнольд успел отвести свои корабли вверх по реке, где французские глубоководные корабли не смогли их достать. 24 февраля французские корабли вернулись в Ньюпорт. Генерал Рошамбо и Детуш решили усилить Лафайета, отправив ему на помощь ещё 1200 человек: 8 марта французский флот вышел из Ньюпорта, но британский флот Арбатнота 10 марта вышел на перехват из Гарднерс-Бэй и 16 марта встретил противника на входе в Чесапикский залив. Произошёл Бой у мыса Генри, в ходе которого Детуш был вынужден отступить. Лафайет остался без помощи; кроме того, 26 марта в Портсмут прибыл дополнительный британский контингент, 2600 человек, под командованием генерала Уильяма Филлипса. Лафайет же мог рассчитывать лишь на отряд континенталов Штойбена, и на ополчение Мюленберга, Уидона и Нельсона.
18 апреля, пока Лафайет ещё был на марше, Арнольд собрал свой отряд, поднялся вверх по реке Джеймс, разорил всё, что встретил по пути, а 24 апреля высадился в Сити-Пойнт и двинулся на Питерсберг, где стояли ополченцы Мюленберга. 25 апреля произошло сражение при Блэндфорде: ополченцы заняли небольшую высоту около Питерсберга, а Арнольд атаковал их с фронта и фланга. Мюленберг сумел отвести свой отряд, сохраняя порядок. Арнольд занял Питерсберг и сжёг все запасы табака, хотя и не тронул городские дома. Под впечатлением этого успеха генерал Филлипс решил продолжать рейд. 27 апреля британцы заняли Честерфилд-Кортхауз и в тот же день обнаружили американские корабли на реке Джеймс. Произошла перестрелка, в ходе которой британцы уничтожили 4 корабля, 5 бригов и множество мелких судов, захватили два корабля, три бригантины, две шхуны и 5 шлюпов, гружёных табаком. После этого, между 30 апреля и 10 мая, британцы продолжили рейды во всех направлениях, а затем сконцентрировались в Питерсберге. Отряд Лафайета прибыл в Ричмонд 29 апреля, но Филлипс по какой-то причине не стал его атаковать, хотя и имел достаточно сил. Он ушёл на Джеймстаунский остров и стал ждать прибытия Корнуоллиса.
20 мая в Питерсберг пришла армия Корнуоллиса: Гвардейская бригада, 22-й, 33-й и 71-й пехотные полки, лёгкая пехота 82-го полка, гессенский полк Фон Босе, Легион Терлетона и лоялисты Гамильтона, всего около 1500 человек. Через несколько дней из Нью-Йорка прибыло ещё 1500 человек: 17-й и 43-й пехотные полки, и два батальона егерей. Теперь в распоряжении Корнуоллиса было 7200 рядовых и офицеров. Общее командование войсками принял Корнуоллис. Генерал Филлипс неожиданно умер 13 мая, поэтому заместителем Корнуоллиса оказался генерал Арнольд.
В это время к Лафайету присоединилось ещё 2000 человек и его армия теперь насчитывала 3000 солдат. Лафайет решил не ввязываться в генеральное сражение, вести войну мелкими перестрелками, и стараться в первую очередь уничтожать британскую кавалерию, которую панически боялись ополченцы.

## Кампания
Корнуоллис решил первым делом выбить Лафайета из Ричмонда, о чём сообщил Клинтону в письме от 26 мая. Уже 24 мая он выступил из Питерсберга, перешёл реку Джеймс, выйдя на северный берег у Уэстовера, и 1 июня встал лагерем у Хановер-Джангшен, откуда отправил кавалерию Тарлетона и Симко для выявления позиции Лафайета у Уинстонс-Бридж в 8 милях от Ричмонда. Лафайет ещё 28 мая покинул Ричмонд и отступил к реке Саус-Анна, где ожидал подхода отряда Штойбена и пенсильванцев Уэйна (800 человек). Чтобы не дать Корнуоллису отрезать себя от Уэйна, Лафайет отступил к переправе Эли-форд на реке Рапидан (в 20 милях западнее Фредериксберга). Корнуоллис преследовал его до реки Норт-Анна, после чего остановился и решил переключиться на другие цели. Он отправил отряд под командованием Симко к реке Флуванна, где стоял лагерем Штойбен, охраняя большие склады военного имущества. Штойбен успел вывезти всё ценное за реку, и Симко не мог его преследовать из-за отсутствия лодок, но он применил хитрость: развёл ночью множество костров, чтобы Штойбен решил, что имеет дело со всей британской армией. Штойбен поверил, бросил все обозы и быстро отступил. Симко добрался до обозов и уничтожил их.
4 июня Корнуоллис отправил 180 кавалеристов Тарлетона и ещё 70 всадников к Шарлоттсвиллу, где скрывалось вирджинское Законодательное собрание. По пути Тарлетон обнаружил обоз из 12-ти повозок, гружёных одеждой для армии Грина, и сжёг его. Вирджинские депутаты успели сбежать из Шарлоттсвилла, но несколько всё же попали в руки Тарлетона. В городе британцы нашли запасы пороха, табака и 1000 мушкетов, и уничтожили всё. После этого Тарлетон ушёл назад к армии Корнуоллиса. В эти дни Арнольд был отозван в Нью-Йорк и более не появлялся в Вирджинии. С 7 июня по 15 июля Корнуоллис стоял лагерем в Элк-Хилл около Пойнт-оф-Форк, а затем повернул к Ричмонду.
10 июня отряд Уэйна (полки Батлера, Стюарта и Хэмптона) и батарея Томаса Форреста (800 человек и 6 орудий) присоединились в Лафайету, который теперь имел достаточно сил, чтобы помешать разорению Вирджинии. Он двинулся на юг и пришёл к Мечанк-Крик, где к нему присоединились ещё 600 вирджинских ополченцев. Отступление Корнуоллиса 15 июня воодушевило американцев, которые решили, что британцы опасаются армии Лафайета. Они следовали за Корнуоллисом на расстоянии 20 миль; когда он 16 июня вошёл в Ричмонд, армия Лафайета встала лагерем на берегах Саус-Анны. 20 июня Корнуоллис выступил из Ричмонда на восток, и Лафайет продолжал следовать за ним. В этот момент в армии Лафайета числились: 800 лёгких пехотинцев; 750 пенсильванцев Уэйна; три бригады вирджинских ополченцев (Стивенса, Лоусона и Кэмпбелла); 425 вирджинских континенталов под командованием полковника Кристиана Фабингера; 200 артиллеристов (8 или 10 орудий); 60 кавалеристов, всего 4500 человек. Все эти отряды следовали за британцами по разным дорогам, чтобы было труднее оценить их количество.
23 июня Корнуоллис отправил рейнджеров Симко и отряд егерей из Уильямсберга на запад к реке Чикахомини, чтобы уничтожить американский склад. Лафайет собрал небольшой отряд и отправил его на перехват противника. Утром 26 июня они обнаружили британцев около таверны Спенсера (Спенсерс-Ординари) и произошло сражение при Спенсерс-Ординари: кавалерия Макферсона атаковала британских егерей и рассеяла их, но рейнджеры Симко атаковали Макферсона и отбросили его кавалеристов. Началась перестрелка между пехотными частями, но Симко снова атаковал противника во фланг и заставил отступить. Когда бой закончился, Симко вернулся в Уильямсберг. Лафайет утверждал, что противник потерял 60 человек убитыми и 100 ранеными, но Корнуоллис признавал только потеря 33-х человек. Американцы потеряли 37 человек. После этого сражения неделя прошла бессобытийно, Корнуоллис стоял лагерем в Уильямсберге, а Лафайет следил за ним, каждый день меняя позицию.

### Концентрация у Нью-Йорка
К маю 1781 года армия Вашингтона стояла под Нью-Йорком, бездействуя с ноября 1780 года. Британский гарнизон Нью-Йорка насчитывал более 10000 человек, у Вашингтона было вполовину меньше, и он не мог ничего предпринять без содействия французской армии, а французское правительство колебалось. Наконец, 6 мая в Бостон пришёл фрегат «Конкорд», на котором прибыл граф Де Баррас, новый командующий французским флотом, и сын генерала Рошамбо с письмами из Франции. В них сообщалось, что флот адмирала Де Грасса отбыл в Америку, хотя и не известно, куда именно. Рошамбо и Баррас хотели встретиться с Вашингтоном, и тот предложил устроить встречу в Уэтерсфилде (Коннектикут), куда решил прибыть с Генри Ноксом и генералом Дюпортейлем.
19 мая Вашингтон прибыл в дом Джозефа Уэбба в Уэтерсфилде, 20 мая его навестил губернатор Трамбулл, а 21 мая к нему прибыл Рошамбо, но без Де Барраса, который задержался в Ньюпорте. На переговорах 22 мая Рошамбо подтвердил, что флот Де Грасса идёт в Вест-Индию, и сообщил, что оттуда часть войск будет переправлена в Ньюпорт, поэтому надо решить, что делать после их прибытия. Выбор стоял между нападением на британцев в Вирджинии или в Нью-Йорке. Французский флот не мог содействовать переброске войск по морю в Вирджинию, и оставался только путь по суше. Вашингтон счёл такой план нереальным: он сомневался, что найдётся подходящий транспорт, он знал, что жара летом будет слишком сильной, и знал по опыту марша Лафайета, что неизбежны большие потери от болезней и дезертирства. Он предложил атаковать Нью-Йорк, предполагая, что это заставит британцев отозвать Корнуоллиса из Вирджинии и тем помочь южным Штатам. Рошамбо спросил, что делать в случае, если французский флот всё же прибудет к берегам Америки? Вашингтон ответил, что лучше всего использовать его против Нью-Йорка. 24 мая Вашингтон вернулся в свой лагерь в Нью-Виндзоре.
31 мая Вашингтон отправил письмо Лафайету с изложением этих планов, но оно попало в руки англичан. Между тем в начале июня стало понятно, что или этот план или какой-то другой надо срочно реализовать. Лафайет писал, что положение в Вирджинии отчаянное: британский отряд усилился, а отряд Лафайета слишком мал. Рошамбо между тем отказывался идти к Нью-Йорку, пока не получил 1000 ополченцев для охраны склада армии в Ньюпорте.
Вашингтон сразу же начал готовить свою армию к осаде Нью-Йорка, но подготовка шла очень медленно. 9 июня армия Рошамбо покинула Ньюпорт и отправилась в Провиденс, откуда полк за полком выдвигались с 18 по 21 июня (с разницей в день между стартом каждого полка) на запад. Пехота следовала по пути Плейнфилд-Кентербери-Уиндхэм-Болтон-Хартфорд (где остановилась на два дня для отдыха и ремонта артиллерии)-Фармингтон-Ньютаун-Риджбери-Бедфорд-Ньюкасл и в Уайт-Плейнс. Население с энтузиазмом приветствовало французов, а те, в свою очередь, сохраняли дисциплину и не нарушали общественного спокойствия. Вашингтон в это время поручил генералу Линкольну атаковать несколько фортов севернее Нью-Йорка, но эти планы сорвались. Армия отступила к Доббс-Ферри, где 6 июля французская армия присоединилась к ней и встала лагерем поблизости.
Американско-французская армию целый месяц стояла под Нью-Йорком, почти каждый день посвящая рекогносцировкам. В середине месяца была проведена небольшая разведка боем, которая показала, что штурмовать Манхэттен невозможно, или, по крайней мере, очень опасно. У Рошамбо было около 5000 человек, и у Вашингтона примерно столько же, в то время как у Клинтона имелось 14000 хорошо тренированных войск на укреплённой позиции под прикрытием флота.

### Реакция британских сил
Известие о выдвижении французской армии в район Нью-Йорка вызвало у генерала Генри Клинтона большое беспокойство. Он перехватил несколько писем, отправленных Вашингтоном, в которых раскрылись планы, что американо-французские силы планируют нападение на Нью-Йорк. Начиная с июня Клинтон написал Корнуоллису несколько писем, содержащих противоречивый набор размышлений, предложений и рекомендаций, и лишь некоторое количество конкретных и прямых приказов. Некоторые из этих писем были доставлены Корнуоллису со значительной задержкой, что усложнило обмен между ними. 11 и 15 июня в ответ на угрозу Нью-Йорку, Клинтон попросил Корнуоллиса укрепить либо Йорктаун, либо Уильямсберг и отправить любые войска, которые он мог выделить, обратно в Нью-Йорк. Корнуоллис получил эти письма в Уильямсберге 26 июня. Он вместе с инженером осмотрели Йорктаун, который счёл малопригодным для защиты. Корнуоллис написал Клинтону письмо, в котором указывал, что он переедет в Портсмут, чтобы отправить войска на север на имеющемся там транспорте.
4 июля Корнуоллис начал движение своей армии к переправе в Джеймстауне, чтобы пересечь широкую реку Джеймс и двинуться на Портсмут. Разведчики Лафайета наблюдали за врагом, и французский генерал понял, что британские силы будут уязвимы во время перехода. Он выдвинул свою армию к плантации Грин-Спринг и, основываясь на разведданных о том, что на переправе остался только британский арьергард, послал генерала Антони Уэйна вперёд, чтобы атаковать англичан 6 июля. Однако Корнуоллис избежал перехвата и даже нанёс поражение врагу (американцы потеряли по итогу две пушки), успешно переправился через реку и двинул свою армию в Саффолк.
Корнуоллис снова отправил Тарлетона в рейд в центральную Вирджинию. Рейд Тарлетона был основан на разведданных о том, что могут быть перехвачены припасы, направлявшиеся к генералу Грину. Рейд, в ходе которого отряд Тарлетона преодолел 190 километров за четыре дня, потерпел неудачу, поскольку припасы уже были доставлены. Во время этого рейда некоторые из людей Тарлетона предположительно участвовали в небольшой стычке с Питером Франсиско. Корнуоллис получил ещё одно письмо от генерала Клинтона, находясь в Саффолке, от 20 июня о том, что силы морского десанта, должны были быть использованы для нападения на Филадельфию.
Когда Корнуоллис достиг Портсмута, он начал посадку войск в соответствии с приказом Клинтона. 20 июля, когда некоторые транспорты были почти готовы к отплытию, поступили новые приказы, отменяющие предыдущие. Клинтон приказал Корнуоллису построить укреплённый глубоководный порт, используя столько своей армии, сколько он сочтёт нужным. Клинтон принял это решение, потому что военно-морской флот давно критиковал Нью-Йорк в качестве военно-морской базы. Во-первых, потому, что песчаные отмели преграждали вход в реку Гудзон, повреждая корпуса более крупных кораблей. Во-вторых, потому, что зимой река часто замерзала, запирая суда в гавани. Клинтон решил пойти навстречу запросу ВМФ, несмотря на предупреждение Корнуоллиса о том, что открытые заливы и судоходные реки Чесапика означают, что любая база там «всегда будет подвергаться внезапному нападению французов». Однако необходимость защищать новый порт, доступный теперь круглогодично, лишала Корнуоллиса свободы передвижения. Тем не менее, осмотрев Портсмут и найдя его менее пригодным, чем Йорктаун, Корнуоллис написал Клинтону, сообщив, что он будет укреплять Йорктаун.
26 июля Лафайет был предупреждён, что Корнуоллис загружает свои войска, но ему не хватало сведений об их конечном пункте назначения, и он начал маневрировать своими войсками, чтобы прикрыть возможные точки высадки. 6 августа он узнал, что Корнуоллис высадился в Йорктауне и укрепляет его и Глостер-Пойнт на реке Йорк.

### Ситуация на море. Чесапикское сражение
Де Грасс провёл достаточно успешную кампанию в Вест-Индии. Его силы захватили Тобаго в июне после столкновения при Форт-Ройял с британским флотом. Кроме того, и он и британский адмирал Джордж Родни избегали значительных столкновений. Де Грасс прибыл в Кап-Франс 16 июля, где его ждал «Конкорд». Он немедленно вступил в переговоры с испанцами. Де Грасс сообщил им о своём намерении плыть на север, но пообещал вернуться к ноябрю, чтобы помочь испанцам в их операциях в обмен на военную поддержку с их стороны, пока он бы действовал на севере. Испанцы пообещали защищать французскую торговлю и территории, чтобы он мог привести на север весь свой флот — 28 линейных кораблей. В дополнение к своему флоту он взял 3500 солдат под командованием маркиза де Сен-Симона и обратился к испанцам в Гаване за средствами, необходимыми для оплаты войск Рошамбо. 28 июля он отправил «Конкорд» обратно в Ньюпорт, сообщив Вашингтону, Рошамбо и де Баррасу, что ожидает прибытия в Чесапик в конце августа и должен будет уйти к середине октября. Он отплыл из Кап-Франса 5 августа, осознанно выбрав долгий путь на север через малоиспользуемый канал на Багамах.
Адмирала Джордж Родни предупредили, что де Грасс планирует увести, как минимум, часть своего флота на север. Хотя у него были некоторые данные на то, что французский флот может выйти в полном составе (например, он знал о количестве лоцманов, запрошенных де Грассом), он предполагал, что де Грасс не оставит неприкрытим корабли с солдатами и материальными ресурсами в Кап-Франсе. Таким образом, часть флота французов должна была бы сопровождать эти корабли обратно во Францию, как это сделал адмирал Гишен в прошлом году.
Родни принял меры, балансируя силы британского флота в Северной Америке с необходимостью защиты собственных торговых конвоев Великобритании. Шестнадцать из его двадцати одного линейных кораблей должны были отправиться с Худом в погоне за де Грассом до Чесапика, прежде чем идти в Нью-Йорк.
Родни отправил три линейных корабля обратно в Англию, из них два в качестве конвойного сопровождения торговых судов, оставив два корабля в доке для ремонта. Худ был вполне удовлетворён раскладом сил, сказав своему коллеге, что его флот «в полной мере способен разбить любые замыслы врага, даже если де Грасс пошлёт столько кораблей, сколько он сможет, на помощь Баррасу». Чего не знали ни Родни, ни Худ, так это решения де Грасса в последнюю минуту направить весь свой флот в Северную Америку, тем самым обеспечив превосходство французов по линейным кораблям три к двум.
В неведении о таком развитии событий, Худ отплыл из Антигуа 10 августа, через пять дней после де Грасса, на тот момент у него было только четырнадцать из выделенных ему шестнадцати линейных кораблей, причём «Торбей» и «Принц Уильям» были направлены Родни для защиты торгового конвоя с Ямайки. Они присоединились к Худу только через пять недель после битвы у мысов Вирджиния, В это же время, корабль с разведданными об американских лоцманах, был захвачен капером, ещё более ограничив британцев в Нью-Йорке по ценной информации. Сам Худ 25 августа достиг Чесапика и нашёл вход в бухту никем не прикрытым. Затем он отплыл в Нью-Йорк, чтобы встретиться с адмиралом Томасом Грейвсом, командующим Североамериканской станцией после отъезда Арбатнота.
25 августа адмирал де Баррас отплыл со своим флотом из Ньюпорта, неся французское осадное оборудование. Он плыл по маршруту, который преднамеренно уводил его от берега, чтобы избежать встреч с англичанами. Де Грасс достиг Чесапика 30 августа, через пять дней после Худа. Он немедленно высадил войска из своего флота, чтобы помочь Лафайету в блокаде Корнуоллиса, и разместил несколько своих кораблей для блокады рек Йорк и Джеймс.
Новости об отплытии де Барраса достигли Нью-Йорка 28 августа, где Грейвс, Клинтон и Худ встретились, чтобы обсудить возможность нападения на французский флот в Ньюпорте, поскольку французская армия больше не могла защищаться. Клинтон все ещё не осознавал, что Вашингтон движется на юг, чего он не подтверждал до 2 сентября. Узнав об отъезде де Барраса, они сразу же пришли к выводу, что де Грасс должен идти к Чесапику (но ещё не знали о его силе). Грейвс отплыл из Нью-Йорка 31 августа с 19 линейными кораблями. Клинтон написал Корнуоллису, чтобы предупредить его о приближении Вашингтона и о том, что он пришлёт 4000 солдат.
5 сентября британский флот прибыл в устье Чесапика, и обнаружил там французский флот. Де Грасс, у которого были люди на берегу, был вынужден спешно сняться с якоря, чтобы успеть вывести свой флот навстречу британцам. В битве при Чесапике де Грасс одержал тактическую победу. После битвы два флота несколько дней дрейфовали на юго-восток, при этом британцы избегали боя, и оба флота ремонтировались. Очевидно, отчасти это была уловка де Грасса, чтобы гарантировать, что британцы не помешают прибытию де Барраса. 9 сентября вдалеке был замечен флот, направлявшийся к заливу; де Грасс последовал за ним на следующий день. Грейвс, вынужденный затопить один из своих кораблей, вернулся в Нью-Йорк для ремонта. Затем транспортные корабли французского флота помогли перебросить франко-американскую армию вниз по Чесапику в Йорктаун, завершив окружение Корнуоллиса.

### Марш Вашингтона и Рошамбо
8 июля адмирал Де Грасс отправил Рошамбо письмо, в котором сообщил, что намеревается 13 августа отбыть из Сан-Доминго к Чесапикскому заливу с флотом из 25 или 29 линейных кораблей и с ним будет три полка пехоты (полки Gatinais, Agenois и Touraine) с артиллерией и сотней драгун. В Чесапикском заливе он пробудет до 15 октября, после чего вернётся в Вест-Индию. Эти новости Вашингтон узнал 14 августа. Это означало, что у союзников есть всего 4 или 5 недель на взаимодействие с французским флотом, и что Де Грасс никак не поможет с осадой Нью-Йорка. Вашингтон записал в журнале, что теперь он вынужден отказаться от планов по атаке Нью-Йорка и перебросить свою и французскую армию в Вирджинию. Судя по тону записи, Вашингтон с большой неохотой поменял свои планы и согласился на поход в Вирджинию, к которому он не готовился. Часть своей армии Вашингтон оставил около Нью-Йорка под командованием Уильяма Хета, а 2500 человек выделил для марша в Вирджинию. Он предложил возглавить их Александру Макдугаллу, но тот отказался, и Вашингтон назначил командиром Бенджамина Линкольна. Генерал Стирлинг, превосходящий Линкольна по званию, не мог принять командование по состоянию здоровья.
Марш на юг должен был выглядеть как подготовка к нападению на остров Статен-Айленд. Утром 19 августа армии покинули лагерь и подошли к Гудзону. Континентальная армия переправилась через Гудзон 20 и 21 августа около Кингс-Ферри, а армия Рошамбо с большим обозом и тяжёлыми орудиями переправлялась дольше и перешла Гудзон полностью только к 26 августа. Вашингтон следил за переправой из своего штаба в доме Смита в Хэверстро, где когда-то был раскрыт заговор Арнольда. Утром 25 Континентальная армия продолжила марш, разделившись на две колонны. 1-й Нью-Йоркский полк и Легкопехотный полк шли в левой колонне под командованием Линкольна и 27 августа встали лагерем в Спрингфилде. Остальная армия с обозом шли в центральной колонне к Четему, а французская армия шла в правой колонне. 28 августа все три колонны встали лагерем у Четема, 29 августа возобновили марш, а 30 августа начали марш к Трентону, уже не изображая угрозу Статен-Айленду. Весь план держался в секрете и офицеры узнали о цели похода только 28 или 29 числа. Клинтон впоследствии писал, что не мог предпринять никакой контрмеры: у него не было возможности помешать переправе через Гудзон и он не мог, без большого риска, высадиться в Нью-Джерси для атаки лагеря союзников в Четеме.
Континентальная армия, следуя в авангарде, 30 августа вошла в Принстон, а 31 августа в Трентон. 2-й Нью-Йоркский полк с артиллерией переправились через реку Дэлавер на лодках, а остальная армия помостам у Уилмингтона. Река была перейдена 1 сентября, а 2 сентября армия прошла Филадельфию и встала лагерем на берегах реки Скуйкилл. Французская армия шла на расстоянии дневного перехода прибыла к Филадельфии 2 сентября. Вашингтон и Рошамбо прибыли в город заранее, 30 августа, и им устроили торжественную встречу и обед в доме Роберта Морриса. Континентальная армия недолго простояла под Филадельфией: уже 3 сентября она выступила на юг, 4 сентября прошла Брендивайн, 6 сентября пришла в Элк, а 8 сентября её нагнала французская армия. В Филадельфии Вашингтон надеялся узнать что-то о флоте Де Грасса, но сначала не узнал ничего, и только когда 5 сентября он покинул город и прибыл в Честер, то получил новости из Мэрленда о появлении французского флота. На следующий день он объявил о прибытии флота в приказе по армии. Здесь же армия получила жалованье из денег, взятых в долг у французской армии.
5 сентября флот Де Грасса разбил англичан в Чесапикском сражении, отправился их преследовать и пропал из виду. 9 сентября первая часть армии была погружена на транспорты и отправлена в Вирджинию, хотя из-за противных ветров смогла добраться до точки высадки только 19 сентября. Вашингтон между тем узнал, что транспортов недостаточно для переправки всей армии и отправился вместе с Рошамбо в Балтимор на поиски дополнительных кораблей. Там он узнал об исчезновении де Грасса и приказал прекратить переправку войск, опасаясь появления британского флота. 9 сентября он прибыл в своё имение Маунт-Вернон, впервые с 1775 года, и пробыл там вместе с Рошамбо несколько дней до 12 сентября, после чего отправился по земле на юг и 14 сентября прибыл в штаб Лафайета под Уильямсбергом. Там он узнал, что де Грасс вернулся к мысу Кейп-Генри и что флот Де Барраса присоединился к нему. Де Баррас сразу же отправил транспорта в Чесапикский залив для переброски остальной армии. Тогда же, 14 сентября, Вашингтон получил от Де Грасса подробное описание хода Чесапикского сражения. Месяц спустя он написал генералу Хету, что это сражение оказалось гораздо важнее, чем сперва можно было подумать. 17 сентября он встретился с де Грассом на борту флагмана Ville de Paris.

### Силы сторон в сентябре
Американская армия (континенталы и ополчение) находилась под командованием генерала Линкольна, хотя реально ею командовал Вашингтон, и были в Уильямсберге сведены в три дивизии. Первой дивизией командовал маркиз Лафайет, она состояла из бригады Мюленберга (три батальона лёгкой пехоты) и бригады Мозеса Хэйзена (4 батальона лёгкой пехоты, из них 2-м командовал Александр Гамильтон). Второй дивизией командовал Бенджамин Линкольн, она состояла из бригады Джеймса Клинтона (2 Нью-Йоркских полка) и бригады Элиаса Дейтона (2 полка из Нью-Йорка и Нью-Джерси). Третьей дивизией командовал барон фон Штойбен, она состояла из бригады Энтони Уэйна (3 батальона) и бригады Мордехая Джиста (2 мэрилендских полка). Ополчение было сведено в отдельную дивизию под командованием вирджинского губернатора Томаса Нельсона. Она состояла из дивизий Уидона, Лоусона и Стивенса, в целом 3000 человек.
Французская армия находилась под командованием графа де Рошамбо. Её кавалерией (600 чел.) командовал герцог Де Лозон. Пехота была сведена в три бригады. Бригада Бурбоннуа состояла из полка Бурбоннуа (900 чел.) и Королевского полка Дюпона (900 чел.). Бригада Суасоннуа состояла из полка Суасоннуа (900 чел.) и полка Сентонжа (900 чел). Бригада Аженуа состояла из полка Аженуа (1000 чел.) и полка Гатенуа (1000 чел.). Полк Турен (1000 чел.) действовал независимо. Бригада Аженуа и полк Турен прибыли из Вест-Индии вместе с флотом Де Грасса.

### Осада Йорктауна
К середине сентября 1781 года Вашингтон и Рошамбо достигли Уильямсберга, в 13 милях от порта Йорктаун, где армия Корнуоллиса создали оборонительную линию из 10 небольших фортов, также известных как редуты, усиленные артиллерией и соединённых траншеями и ходами сообщения. Корнуоллис запросил помощь у генерала Клинтона, и тот пообещал, что флот с 5000 британских солдат скоро отправится из Нью-Йорка в Йорктаун на помощь осаждённому гарнизону. Американцы оставили небольшие силы на защиту Нью-Йорка, около 2500 американцев и 4000 французских солдат противостояли примерно 8000 британских солдат. Союзные силы вырыли свои укрепления напротив редутов британцев и с 9 октября подвергли врага почти недельной артиллерийской бомбардировке. К 11 октября они вывели из строя большую часть британских орудий. Корнуоллис, тем временем, получил сообщение о том, что прибытие армии Клинтона из Нью-Йорка задерживается.
Новая траншея, расположенная на 400 ярдов ближе к британским позициям, была выкопана по приказу Вашингтона 11 октября. После её завершение были уничтожены британские редуты № 9 и № 10. Взятие редута № 9 провели французские войска, а редут № 10 брали американцы под командованием полковника Александра Гамильтона. 14 октября союзники заняли позиции противника в яростных штыковых атаках.
Из своих 400 пехотинцев Гамильтон потерял 9 человек, около 30 солдат были ранены. Из 400 французов было потеряно 27 человек, из которых 109 были ранены. Окружённый и заблокированный французским флотом, прибывшим в Чесапикский залив, Корнуоллис оказался в ловушке.
16 октября Корнуоллис предпринял попытку ночной эвакуации морем, но его остановил шторм. Утром 19 октября англичане выслали парламентёра — Корнуоллис сдался.

### Капитуляция Корнуоллиса
Переговоры о капитуляции осложнялись двумя вопросами. Когда американские войска сдались в Чарльстоне в 1780 году, им не были предоставлены стандартные для того времени условия капитуляции, которые включали выход сдавшихся под развёрнутыми знамёнами и с исполнением гимна или боевого марша. Вашингтон настаивал на том, чтобы на таких же условиях принять капитуляцию британской армии в Йорктауне. При этом его переговорщики указывали, что защитники в обоих случаях действовали доблестно. Второй вопрос касался наличия епископов в британском лагере. Этот вопрос был решён добавлением к условиям пункта, который позволял британскому шлюпу «Бонетта» доставить депеши от Корнуоллиса в Нью-Йорк. Священники, подразумевалось, должны были уйти на этом корабле. Американцы, в свою очередь, дали слово не досматривать корабль.
Когда 19 октября британский гарнизон вышел сдаваться, он развернул знамёнами, и, по некоторым свидетелям, играя британскую мелодию «The World Turned Upside Down». Корнуоллис, сославшись на недомогание, не присутствовал при сдаче, послав заместителя генерала Чарльза О’Хара, чтобы передать американцам свою шпагу. О’Хара сначала пытался сдать холодное оружие французскому офицеру, но в конце концов его направили к одному из американских офицеров, Бенджамину Линкольну, командующему, потерпевшему поражение в Чарльстоне. Линкольн ненадолго подержал шпагу поверженного противника, а затем вернул её О’Харе.
В течение следующих недель британская армия была отправлена под охраной в лагеря в Вирджинии и Мэриленде. Корнуоллис и другие офицеры были возвращены в Нью-Йорк, и им было разрешено вернуться в Англию под честное слово офицера. Корабль, на котором Корнуоллис отплыл в декабре 1781 года, также перевёз Бенедикта Арнольда и его семью.
Солдаты американской Континентальной армии — в основном из ополченских и добровольческих формирований — участвовавшие в осаде Йорктауна, были уволены со службы. Часть американских сил была возвращена в район Нью-Йорка, где Вашингтон продолжал сопротивляться британцам до конца Войны за независимость. Некоторое количество солдат армии США было отправлено на юг, чтобы усилить армию генерала Натаниэля Грина в Южной Каролине. Вопросы оплаты и условий контрактной службы (с постоянно меняющимися сроками в сторону продления) были проблемой американцев на всём протяжении войны, но генерал Вашингтон больше не участвовал в битвах и переключился на гражданскую деятельность.
Французские войска, пришедшие с де Грассом, в начале ноября были отправлены в Вест-Индию с флотом де Барраса. Отбив там несколько целей, удерживаемых британцами, де Грасс готовился присоединиться к силам испанцев для штурма Ямайки. Однако на сей раз воинский успех был на сторон англичан, когда адмирал Родни разбил его в битве у островов Всех Святых в апреле 1782 года, захватив де Грасса его флагманский корабль «Ville de Paris».
Войска генерала Рошамбо перезимовали в Вирджинии и следующим летом двинулись обратно в Род-Айленд.

## Последствия в США, Великобритании и Франции
Помощник генерала Вашингтона, лейтенант Тенч Тилгман, был отправлен передать новости о победе Конгрессу. Прибыв в Филадельфию 22 октября 1781 года, он на два дня опередил первое уведомление о капитуляции, которое было отправлено из Балтимора раньше него. Новость чрезвычайно воодушевила Конгресс и население. Били в церковные колокола.
Некоторые конгрессмены организовали обсуждение, призывающее генерала Вашингтона арестовать и повесить генерала Корнуоллиса. Однако дебаты по этому вопросу, продолжавшиеся несколько дней, закончились резолюцией обойтись без казни.
Новость о падении Йорктауна погрузила оккупированный британцами Нью-Йорк в траур. Сначала новость была встречена с некоторым скептицизмом, но 27 октября этот факт была окончательно подтверждён, хотя англичане и лоялисты расчитывали на помощь генерала Клинтона Йорктауну. Генерал Клинтон был отозван в Лондон и покинул Америку в марте 1782 года. Его заменил генерал Гай Карлтон, которому было приказано приостановить наступательные операции.
25 ноября новость о падении Йорктауна достигла Лондона и вызвала в британскому обществе реакцию близкую к шоковой. Премьер-министр Великобритании лорд Фредерик Норт узнав о взятии американо-французской коалицией Йорктауна воскликнул «О Боже! Всё кончено!» («Oh God, it is all over!»).
Сообщалось, что король Георг III принял эту новость спокойно и с достоинством, хотя позже он впал в депрессию, и даже, по мнению ряда современников, подумывал об отречении от престола. Сторонники короля в парламенте получили мощный политический удар, а оппозиция укрепила свои позиции. Резолюция о прекращении войны была внесена в парламент 12 декабря 1781 года и не была принята ни одним голосом. Британский госсекретарь по делам колоний в кабинете Норта лорд Джордж Джермей был уволен в начале 1782 года. Вскоре после этого кабинет Фредерика Норта был отправлен в отставку.
После проигрыша в битве при Йорктауне и капитуляции Корнуоллиса — британцы потеряли треть своих сил. В марте 1782 года британский парламент принял резолюцию, призывающую к прекращению войны. У Великобритании всё ещё было 30 000 солдат в Северной Америке, оккупировавших морские порты Нью-Йорка, Чарльз-Тауна и Саванны, но деморализующий эффект потери Йорктауна уменьшил волю британцев к продолжении борьбы.
В 1783 году начались мирные переговоры. Война за независимость США была формально прекращена с подписанием Парижского мирного договора 3 сентября 1783 года.
Генералу Корнуоллису, несмотря на то, что он был командующим, который не смог отстоять Йорктаун, не были предъявлены никакие официальные обвинения в поражении. По возвращении в Лондон он был хорош принят. Англичане не посчитали его главным виновным во всём произошедем. Более того, в Англии ходили глухие мнения о том, что «армия лорда Корнуоллиса была продана».
Генерал Клинтон же провёл остаток своей жизни, защищая свою репутацию. Он, в отличие от Корнуоллиса, не имел никакой общественной поддержки и считался в стране одним из главным виновников проигранной войны. Его «высмеивались мятежники [американцы], презирали британцы и проклинали лоялисты». В 1783 году он даже выпустил книгу «Narrative of the Campaign of 1781 in North America», где пытался снять с себя ответственность за проигранную Йорктаунскую кампанию и войну. Это было встречено публичным откликом Корнуоллиса, который обрушил свою критику на Клинтона. Широкие публичные дебаты включали публикацию большей части их переписки.
Адмирал Грейвс также не пострадал из-за поражения от де Грасса; в конце концов он был произведён в адмиралы и получил звание пэра. Однако многие аспекты Чесапикской битвы были предметом как современных, так и исторических дебатов, начавшихся сразу после битвы. 6 сентября адмирал Грейвс издал меморандум, оправдывающий своё поражение трагической путаницей в использование сигналов в ходе морской битвы.
Граф де Рошамбо отправил двух гонцов, чтобы доставить победные новости в Париж, что имело существенные последствия для высших представителей французской военной политики. Герцог де Гонто-Бирон и граф де Дю-Понт, оба отличившиеся при осаде Йорктауна, были отправлены на разных кораблях, чтобы сообщить новости. Дю-Понта сопровождал фаворит французского морского министра маркиз Шарль де Кастри, у которого были противоречия с де Гонто-Бироном по политическим причинам. Король Людовик XVI и его министры радостно восприняли новость о победе в кампании, но де Кастри позаботился о том, чтобы де Гонто-Бирону и Рошамбо было отказано или отсрочено получение наград за успех. Дю-Понт был награждён орденом Святого Людовика и получил полк под командование.

### Статьи
- Idzerda, Stanley J. Indispensable Allies: The French at Yorktown (англ.) // The Wilson Quarterly. — Wilson Quarterly, 1981. — Vol. 5, iss. 4. — P. 166—177.
- Gay, Sydney Howard. Why Cornwallis Was at Yorktown (англ.) // The North American Review. — University of Northern Iowa, 1881. — Vol. 133, iss. 299. — P. 368—378.
- Shackelford, George Green. Benedict Arnold in Richmond, January, 1781: His Proposal concerning Prize Goods (англ.) // The Virginia Magazine of History and Biography. — Virginia Historical Society, 1952. — Vol. 60, iss. 4. — P. 591—599.